# Ancistrocerus tussaci
Ancistrocerus tussaci är en stekelart som beskrevs av Gusenleitner 1987. Ancistrocerus tussaci ingår i släktet murargetingar, och familjen Eumenidae. Inga underarter finns listade i Catalogue of Life.